# Phaeophilacris annandalei
Phaeophilacris annandalei är en insektsart som först beskrevs av Lucien Chopard 1928.  Phaeophilacris annandalei ingår i släktet Phaeophilacris och familjen syrsor. Inga underarter finns listade i Catalogue of Life.